# 演歌の殿堂 王座決定戦
『演歌の殿堂 王座決定戦』（えんかのでんどう おうざけっていせん）は、1980年4月19日から同年9月26日まで東京12チャンネル（現・テレビ東京）で放送されていた歌謡番組である。放送時間は毎週土曜 20:00 - 20:54 （日本標準時）。

## 概要
演歌専門のオーディション番組で、毎回8人の挑戦者たちが出場していた。司会は桂小金治が務めていた。10週勝ち抜きを果たした挑戦者には「王座」が与えられ、プロの歌手としてデビューすることもできた。挑戦者の中には、既にプロデビューしている歌手もいた。
1980年9月27日（土曜） 19:00 - 20:54 に特別番組『昭和の歌・心の歌』が編成されたことから、最終回は9月27日ではなく9月26日（金曜） 12:00 - 12:50 に放送された。この回では、全ての挑戦者が歌い終わり決着が付いたところで、司会の小金治が「この番組はしばらくお休みいたします」と述べて終了したが、番組がその後復活することはなかった。なお、挑戦者たちのその後については不明である。
それから35年後の2016年2月21日、同局で放送された特別番組『テレビ東京52年分の映像大放出!モヤモヤ映像廃棄センター〜こんなVTR新社屋に持って行けません〜』でこの番組の映像が流された。

## 出演者
- 司会：桂小金治
- 審査員：市川昭介、石本美由起、石坂まさを
- このほか、毎回1人の演歌歌手がゲスト出演していた。